# Sasha Pieterse
Sasha Pieterse Sheaffer (pronunciación en inglés: /'piːtəɹsə/; Johannesburgo, Gauteng, 17 de febrero de 1996) es una actriz, modelo, cantante y compositora sudafricana nacionalizada estadounidense. Es conocida por su papel de Alison DiLaurentis en la serie de Freeform Pretty Little Liars. Tras el éxito de la serie, Pieterse ganó un papel de apoyo como Amy Loubalu en la película de Disney Channel de 2011, Un chiflado encantador. En 2013, protagonizó la película de comedia juvenil G.B.F. También encarnó a uno de los personajes principales de la película de Netflix Coin Heist de 2017.

## Primeros años
Nació en Johannesburgo (Sudáfrica) el 17 de febrero de 1996. Después de mudarse a los Estados Unidos en 2001, se crio en Las Vegas antes de trasladarse a Los Ángeles. Se acostumbró a una carrera en el entretenimiento a una edad temprana, ya que sus padres eran un equipo profesional de baile acrobático que actuó internacionalmente. Pieterse estudió en casa y se graduó a los 14 años.

## Carrera

### Modelaje
Pieterse apareció en la portada de la revista Bello dentro del reportaje «Young Hollywood», número de diciembre de 2014. Apareció en la portada de la edición de 2015 de la revista TeenProm.

### Actuación
A los seis años de edad, Pieterse consiguió empezar en la televisión, coprotagonizando en 2002 como Buffy en el renacimiento de The WB del sitcom de CBS, Family Affair (1966–1971). Protagonizó un episodio de Stargate SG-1 con Amanda Tapping como una chica llamada Grace, y en 2005 apareció en un episodio de House titulada «Autopsy», interpretando a Andie, una chica con cáncer terminal. Ese mismo año, hizo su debut cinematográfico en Las aventuras de Sharkboy y Lavagirl en 3-D como Marissa, la princesa del hielo, y también apareció como Millie Rose para dos episodios de corta duración de la serie de TNT, Wanted, junto a su antigua coestrella de Family Affair, Gary Cole.
Pieterse apareció en la película de 2007 Novio por una Noche interpretando a una joven gótica que pone una maldición sobre el personaje titular. Interpretó la versión más joven del personaje de Sarah Michelle Gellar en la película de 2007, The Air I Breathe, junto con coestrellas como Kevin Bacon, Forest Whitaker y Emile Hirsch. También desempeñó un personaje principal en la película original de Hallmark, Claire, lanzada asimismo en 2007.
En diciembre de 2009, fue parte del elenco en la serie de ABC Family, Pretty Little Liars como Alison DiLaurentis, la ex «abeja reina» de su camarilla de escuela secundaria. Pieterse ha tenido un papel regular en la serie desde su estreno el 8 de junio de 2010. En junio de 2014, Pretty Little Liars fue renovada para una sexta y séptima temporada.
Otros papeles que ha tenido incluyen una aparición en 2009 en Sin rastro, y un papel recurrente como Amanda Strazzulla, una hija abandonada, en Heroes. En 2011, apareció como Amy Loubalu en la película original de Disney Channel, Un chiflado encantador, y también un papel pequeño en la película X-Men: primera generación. Más recientemente, ha aparecido en la película G.B.F. y en un episodio de  Hawaii Five-0 como una alumna terrorista llamada Dawn Hatfield. Pieterse interpretó a Japonica Fenway, una jovencita involucrada con la cocaína, en la película Inherent Vice (2014), basada en la novela homónima de Thomas Pynchon.

### Música
Pieterse describe su música como «country con rock sureño». Firmó con el sello discográfico Dan Franklin Music. Su sencillo de debut «This Country is Bad Ass» fue lanzado el 12 de abril de 2013. Pieterse describió el patriotismo detrás de la canción: «Me encanta este país y nunca habría sido capaz de estar donde estoy si no estuviera en Estados Unidos, así que decidimos llegar a esta pista». Su segundo sencillo, «R.P.M», fue lanzado el 13 de junio de 2013.
Su tercer sencillo, «I Can't Fix You», fue lanzado el 12 de julio de 2013. El 10 de diciembre de 2013, lanzó su cuarto sencillo «No», una canción optimista sobre «estar firme en sus convicciones» y decir no cuando un exnovio infiel y mentiroso pide una segunda oportunidad.

### Dancing with the Stars
En septiembre de 2017, Pieterse fue anunciada como una de las celebridades participantes de la temporada 25 de Dancing with the Stars, siendo emparejada con el bailarín profesional Gleb Sávchenko. Fueron la cuarta pareja eliminada, el 16 de octubre de 2017, terminando en el décimo puesto.

## Vida personal
El 22 de diciembre de 2015, se comprometió con su novio, Hudson Sheaffer. Se casaron el 27 de mayo de 2018 en el Castle Leslie de Glaslough (Irlanda). En mayo de 2020 la pareja anunció que estaban esperando su primer hijo. Su hijo nació el 6 de noviembre de 2020 y le dieron el nombre de Hendrix Wade.
Al comienzo de la temporada 25 de Dancing with the Stars, reveló que le diagnosticaron un síndrome de ovario poliquístico, lo que contribuyó a su aumento de peso.

## Filmografía

### Películas
| Año  | Título                                      | Papel                                   | Notas                  |
| ---- | ------------------------------------------- | --------------------------------------- | ---------------------- |
| 2005 | Las aventuras de Sharkboy y Lavagirl en 3-D | Marissa Electricidad/Princesa del Hielo | Interés amoroso de Max |
| 2007 | The Air I Breathe                           | Joven adolorida                         |                        |
| 2007 | Good Luck Chuck                             | Anisha                                  |                        |
| 2009 | X-Men: primera generación                   | Chica adolescente                       | Cameo                  |
| 2013 | G.B.F.                                      | Fawcett                                 |                        |
| 2014 | Inherent Vice                               | Japonica Fenway                         |                        |
| 2015 | Burning Bodhi                               | Aria                                    |                        |
| 2017 | Coin Heist                                  | Dakota                                  |                        |
| 2018 | The Honor List                              | Isabella                                |                        |

### Televisión
| Año     | Título                                  | Papel                  | Notas                                       |
| ------- | --------------------------------------- | ---------------------- | ------------------------------------------- |
| 2002–03 | Family Affair                           | Buffy Davis            | Elenco principal; 8 episodios               |
| 2004    | Stargate SG-1                           | Grace                  | Episodio: «Grace»                           |
| 2005    | Wanted                                  | Millie Rose            | 2 episodios                                 |
| House   | Andie                                   | Episodio: «Autopsy»    |                                             |
| 2007    | Claire                                  | Maggie Bannion         | Película para televisión                    |
| 2007    | CSI: Miami                              | Beth Buckley           | Episodio: «Stand Your Ground»               |
| 2009    | Without a Trace                         | Daphne Stevens         | Episodio: «Wanted»                          |
| 2009–10 | Héroes                                  | Amanda Strazzulla      | 5 episodios                                 |
| 2009    | Héroes: Slow Burn                       | Amanda Strazzulla      | 6 episodios                                 |
| 2010–17 | Pretty Little Liars                     | Alison DiLaurentis     | Elenco principal; 113 episodios             |
| 2011    | Medium                                  | Marie DuBois (14 años) | Episodio: «Me Without You»                  |
| 2011    | Un chiflado encantador                  | Amy Loubalu            | Película para televisión                    |
| 2014    | Hawaii Five-0                           | Dawn Hatfield          | Episodio: «Pe'epe'e Kanaka»                 |
| 2016    | Sing It!                                | Destiny                | Episodio: «Destiny Is Calling!»             |
| 2017    | Dancing with the Stars                  | Ella misma             | Concursante de la temporada 25              |
| 2019    | Pretty Little Liars: The Perfectionists | Alison DiLaurentis     | Elenco principal                            |
| 2020    | Sugar Rush: Christmas                   | Ella misma             | Juez invitada Segunda temporada, capítulo 4 |

### Vídeos musicales
| Año  | Título   | Artista      | Papel                        |
| ---- | -------- | ------------ | ---------------------------- |
| 2013 | «Rewind» | Skye Stevens | Interés amoroso del cantante |
| 2013 | «R.P.M.» | Ella misma   |                              |

## Premios y nominaciones
| Año  | Premio                    | Categoría                                                                                                | Trabajo             | Resultado |
| ---- | ------------------------- | --- | ------------------- | --------- |
| 2003 | Young Artist Awards       | Mejor Actuación en una Serie de TV (Comedia o Drama) - Jóvenes actores de diez años o más jóvenes        | Family Affair       | Ganadora  |
| 2003 | Young Artist Awards       | Mejor Conjunto en una Serie de TV (Comedia o Drama) (compartido con Caitlin Wachs y Jimmy "Jax" Pinchak) | Family Affair       | Nominada  |
| 2011 | ShoWest Awards            | Mejor Acto del Año                                                                                       | Pretty Little Liars | Nominada  |
| 2014 | Teen Choice Awards        | Televisión: Estrella Revelación: Femenina                                                                | Pretty Little Liars | Ganadora  |
| 2015 | Independent Spirit Awards | Premio Robert Altman (compartido con el director, el director de casting y el elenco)                    | Inherent Vice       | Ganadora  |
| 2015 | MTV Fandom Awards         | Química del Año (compartido con Shay Mitchell)                                                           | Pretty Little Liars | Nominada  |
| 2015 | Teen Choice Awards        | Televisión: Ladrón de Escena                                                                             | Pretty Little Liars | Nominada  |
| 2016 | Teen Choice Awards        | Televisión: Ladrón de Escena                                                                             | Pretty Little Liars | Ganadora  |
| 2017 | Teen Choice Awards        | Televisión: Actriz: Drama                                                                                | Pretty Little Liars | Nominada  |
| 2017 | Teen Choice Awards        | Televisión: Química (compartido con Shay Mitchell)                                                       | Pretty Little Liars | Nominada  |